# Eiszeit (canción)
«Eiszeit» (en español, «Era de Hielo») es el primer y único sencillo del álbum Eiszeit de la banda de Metal Industrial alemana Eisbrecher. Fue lanzado a la venta en 19 de marzo de 2010.

## Vídeo
El vídeo musical se trata de una grabación en vivo de la canción. La duración del vídeo es de 3:32 minutos y fue estrenado el 6 de mayo del mismo año. Dirigido por Mathias von Kurnatowski y Alexx Wesselsky.

## Lista de canciones
1. "Eiszeit" [3:45]
2. "Segne Deinen Schmerz ([:SITD]: Remix)" [4:43]